# Aon Corporation
Aon plc is een verzekeringsmakelaar en consultancy-organisatie die zich bezighoudt met risicobeheer en menselijk kapitaal. Het hoofdkantoor staat in Londen. Het woord Aon is Keltisch voor eenheid. Aon ontstond in 1982 toen de Ryan Insurance Group fuseerde met Combined International Corporation. In 1987 werd Aon geïntroduceerd op de beurs van Wall Street.
In de jaren 80 en 90 richtte Aon zich vooral op het overnemen van belangrijke spelers op de verzekeringsmarkt, waaronder het Nederlandse Hudig-Langeveldt.
Anno 2019 heeft Aon zo'n 50.000 werknemers, verspreid over 500 kantoren in 120 landen. In Nederland zijn er 11 vestigingen, waarvan de belangrijkste twee Rotterdam en Amsterdam zijn. In België staan de belangrijkste vestigingen in Gent, Antwerpen en Brussel.

## Aon Nederland
De oorsprong van Aon Nederland is terug te voeren op de Nederlandse zeevaart op Indonesië en West-Indië in de 17e eeuw. Deze zeevaart werd op den duur getroffen door lieden met minder goede bedoelingen. Ook veroorzaakten slechte weeromstandigheden en ziekten aan boord weleens dat schepen niet in hun thuishaven of haven van bestemming aankwamen. Ook in de haven was een schip soms niet veilig. Het financiële verlies door rampen en andere calamiteiten werd op den duur te groot. Men kon zich toen al wenden tot assurantiemakelaars om de financiële risico's (deels) af te dekken; assurantiemakelaars hadden en hebben toegang tot de verzekeringsmaatschappijen. De assurantiemakelaars konden de eigenaren en kapiteins van de schepen ook raad geven om hun eigendommen beter te beschermen en te beheren (zogenaamd risicomanagement). Evert van Heijningen was zo'n assurantiemakelaar. Hij sloot in 1688 de eerste Nederlandse verzekeringspolis af. Hij wordt beschouwd als een van de grondleggers van deze nu wereldomvattende verzekeringsmakelaar.
Evert van Heijningen gaf leiding aan een familiebedrijf. In 1770 wordt bij gebrek aan opvolgers binnen de familie de firma verkocht. Na talloze overnames en fusies ontstaat in 1972 de Hudig-Langeveldt Groep. Door mondialisering wordt deze groep in 1991 een dochter van de Amerikaanse, wereldwijd opererende financiële dienstverlener Aon Corporation in Chicago; de naam werd Aon Hudig.
De andere belangrijke grondlegger was Is. Franco Mendes. Zijn geschiedenis gaat terug tot de achttiende eeuw. Er zijn polissen van zijn hand gevonden die dateren van 1765. Zijn firma groeide ook uit tot een grote verzekeringsmakelaar. Hieruit ontstond – na meerdere fusies – Bekouw Mendes, dat een dochter werd van de Britse internationale assurantiemakelaar Alexander & Alexander.
In 1997 fuseerden Aon Hudig en Alexander & Alexander Nederland en ontstond Aon Nederland.
In 2017 nam Aon de Unirobe Meeùs groep over van AEGON. Per 1 september 2018 verdwenen daarmee Meeùs, Kröller en IAK verzekeringen van de Nederlandse markt.
In april 2020 vroeg Aon het personeel in Nederland 20 procent van het brutosalaris in te leveren in ruil voor baangarantie. De vakbonden vrezen dat de coronacrisis wordt misbruikt om de arbeidsvoorwaarden te versoberen.

## Trivia
- Het Aon-kantoor bevond zich op de 92ste en 98 t/m 105de verdieping van het World Trade Center in New York. Tijdens de aanvallen op 9/11 kwamen er 175 personeelsleden van Aon om het leven, onder wie topman Kevin Cosgrove.
- Op 3 juni 2009 werd bekendgemaakt dat vanaf het voetbalseizoen 2010-2011 Aon de officiële shirtsponsor van de Engelse voetbalclub Manchester United wordt voor een periode van 4 jaar. De overeenkomst zou een geschatte waarde vertegenwoordigen van 80 miljoen pond.
- In 2013 vierde Aon Nederland dat 325 jaar geleden de eerste verzekeringspolis werd afgesloten.